# ウクライナ独立通信社
ウクライナ独立通信社（ウクライナ語：Українське Незалежне Інформаційне Агентство Новин；英語：Ukrainian Independent Information Agency）は、キーウに本社を置くウクライナ最大の民営通信社。略称はウニアン（УНІАН, UNIAN）。日本語ではウニアン通信とも呼ばれる。

## 概要
1993年3月に設立された。ウクライナの政治・経済・社会・文化などについてのニュースおよび写真を提供している。すべての情報はウクライナ語、ロシア語、英語で公開される。
月間1500万人が訪れる「Unian.ua」はウクライナ最大のニュースサイトである。
通信社ロイターおよびブルームバーグとパートナーシップを結んでいる。各分野の大企業の他、ウクライナの政府と行政、各国大使館と国際団体に情報を提供している。
ウクライナのオリガルヒ（富豪）イーホル・コロモイスキーと関係の深い1+1メディアグループの傘下企業である。傘下企業にはテレビチャンネル「ウニアンTV」があり、ニュース解説、ドキュメンタリー、スポーツ、映画等の番組を放映している。
ソ連時代から引き継いだ自社ビルを所有している。

## 沿革
- 1993年：ウクライナ記者同盟とウクライナ法律専門同盟によって設立される。
- 1995年：地域マスコミ調査部が設置される。
- 1999年：写真ニュース部が設置される。2008年の時点で20万枚の写真を蓄積している。
- 2000年：ウクライナ初のインタネット上の記者会見を行う。
- 2008年：健康、経済、宗教、地域などのテーマについて24の情報プロジェクトが開始される。
- 2012年：ウクライナ最高議会への選挙に伴い、通信社の管理部のトップが変わった。大統領・与党の批判することが禁止され、検閲が導入された[8]。この検閲行為に反対したジャーナリストらは、その後新設された「TVモニタリング課」へ異動とされた[9]。